# Do My Thang
«Do My Thang» —en español: «Hacer lo mío»— es una canción de la artista estadounidense Miley Cyrus para su cuarto álbum de estudio Bangerz (2013). Fue escrito por Cyrus, William Adams, Michael McHenry, Ryan "DJ Replay" Buendía, Kyle Edwards y Jean-Baptiste. La producción fue dirigida por el McHenry, Edwards y will.i.am.
Los críticos alabaron la interpretación vocal y la producción global. Cyrus interpretó la canción durante su especial de MTV Unplugged en enero de 2014, y también durante la gira mundial de 2014 Bangerz Tour. Cabe destacar que sin que la canción fuese escogida como sencillo oficial y sin promoción, consiguió ser certificada como disco de oro en Estados Unidos al vender más de quinientas mil copias en el país.

## Antecedentes
En 2012, Cyrus anunció planes para centrarse en su carrera cinematográfica, lo cual provocó que sus esfuerzos musicales estuvieran en pausa. Ese año, apareció en las películas LOL y So Undercover. También anunció que haría la voz principal en la película de Hotel Transylvania, pero se retiró del proyecto para coordinar una reaparición musical. En enero de 2013, Cyrus terminó su contrato discográfico con Hollywood Records, bajo el cual lanzó los álbumes Meet Miley Cyrus (2007), Breakout (2008), Can't Be Tamed (2010), y el EP The Time of Our Lives (2009). Más tarde ese mes, firmó un contrato de grabación con RCA Records. Su cuarto álbum de estudio, Bangerz, fue lanzado en octubre de 2013 y debutó en el número uno en los Estados Unidos del Billboard 200, con unas ventas de 270.000 copias en su primera semana.
Will.i.am apareció como compositor y productor en esta pista. Es la segunda de las tres colaboraciones entre Will.i.am y Cyrus en 2013. La primera fue el tema «Fall Down» para la versión original del cuarto álbum de estudio del rapero, #willpower (2013). La tercera fue como artista invitada en «Feelin' Myself», el primer sencillo de la reedición de #willpower.
Para promover el especial para NBC del Bangerz Tour, se utilizó la versión estudio de «Do My Thang» y también el audio de la canción grabada en los conciertos del DVD en comerciales de televisión. En 2015 la canción fue incluida en la banda sonora de la película estadounidense Trainwreck de Universal Pictures.

## Composición
«Do My Thang» fue escrito por Cyrus, William Adams, Michael McHenry, Ryan "DJ Replay" Buendia, Kyle Edwards y Jean-Baptiste. Fue producido por McHenry y Edwards, con coproducción por Will.i.am. Padraic "Padlock" Kerin y will.i.am grabaron la canción, asistido por Dustin "Chi" Capulong; más tarde Joe Peluso la mezcló, con la asistencia de Bradford Smith.

## Críticas
La canción recibió críticas favorables. Nick Catucci de Entertainment Weekly la describió como "una pista de baile que suena"; Jason Lipshutz de Billboard reconoció influencias de "sintetizadores y percusión pegadizos". De acuerdo con Amy Sciarretto de PopCrush, la canción contiene la interpretación de Cyrus de hip hop; mientras que José Apodaca de ABC7 indicó que contiene elementos de dance-pop. 
Heather Phares de Allmusic la llamó un "atasco de empoderamiento de latón que vende a Cyrus como una mujer independiente", junto con «FU» y «Maybe You're Right». Mikael Woods de Los Angeles Times elogió la canción. John Walker revisó la canción positivamente. Marlow Stern, de The Daily Beast lo describió como un "himno crunk". Joseph Apodaca de ABC7 elogió positivamente la canción diciendo que el "sonido está listo para la radio". Además escribió: "Es seguro que será un himno entre la legión de aficionados de Cyrus si decide liberar la pista como sencillo".

## Interpretaciones en vivo

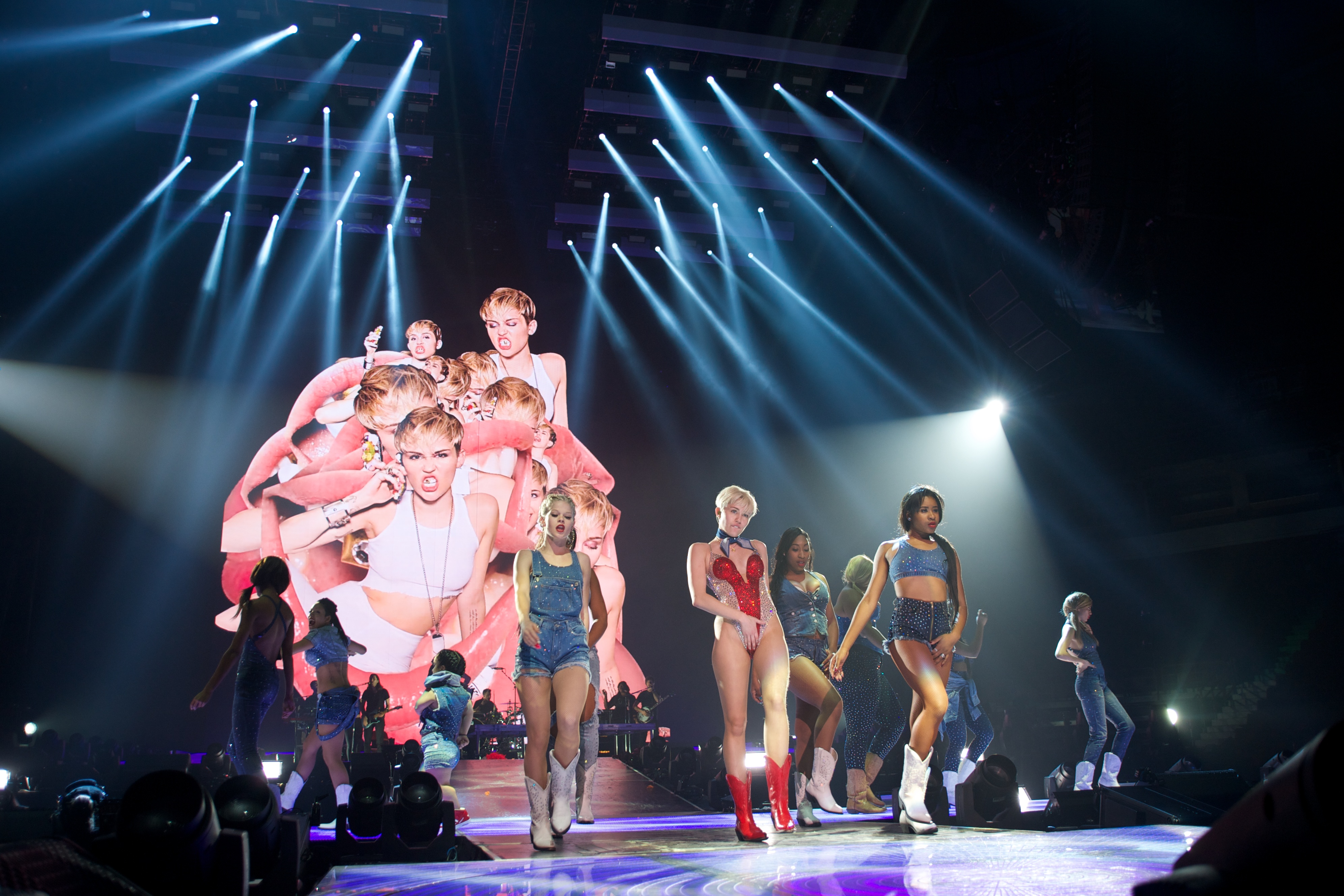
Cyrus interpretando «Do My Thang» en su gira de 2014.

En enero de 2014, Cyrus interpretó la canción junto con otras pistas de Bangerz durante su MTV Unplugged, así como en su gira Bangerz Tour. Los críticos alabaron su actuación de la pista.
Durante la primera etapa de la gira, para interpretar la canción Cyrus lució un leotardo rojo y blanco con lentejuelas con un fondo de diamantes de imitación en forma de corazón, diseñado por "The Blonds". Durante la segunda etapa de la gira, cambió el centro rojo del leotardo a amarillo neón. Para la etapa latinoamericana, Cyrus utilizó un body celeste con guantes y sombrero. En Australia, tras volver al show original, Cyrus cambió el centro color amarillo neón por una rosa oscuro, además de utilizar el sombrero anterior. La cantante volvió a interpretar la canción durante el concierto benéfico "No Adult Swim Party" en Nueva York, esta vez con una estética de mariposa en mayo de 2015.

## Listas de popularidad

### Semanales
| País (Lista 2013)                       | Mejor posición |
| --------------------------------------- | -------------- |
| Estados Unidos (Bubbling Under Hot 100) | 23             |

## Certificaciones
| País (Organismo certificador) | Certificaciones | Ventas certificadas | Ref.  |
| ----------------------------- | --------------- | ------------------- | ----- |
| Estados Unidos (RIAA)         | Platino         | 1 000               | [ 1 ] |

## Créditos y personal
- Miley Cyrus: voz y composición
- McHenry, Edwards y will.i.am: producción, Masterización y composición
- William Adams, Jean Baptiste, Ryan Buendia, Cyrus, Kyle Edwards y Michael McHenry: composición

Fuente: Allmusic y Discogs.